# Patsy Reddy
Dame Patricia Lee "Patsy" Reddy (Matamata, Nueva Zelanda, 17 de mayo de 1954) es una política, abogada y profesora neozelandesa. Fue  Gobernadora General de Nueva Zelanda, desde el 28 de septiembre de 2016 durante un total de cinco años, tras haber sido anunciada por la reina Isabel II hasta el 18 de octubre de 2021.

## Biografía
Nació en el municipio neozelandés de Matamata y es hija de profesores. En 1979, obtuvo una Maestría en Derecho por la Facultad de la Universidad Victoria en Wellington. Posteriormente comenzó a ser profesora de derecho en la misma facultad donde estudió.
En 1982, pasó a ejercer como abogada, especializada en derecho tributario y corporativo.
Al mismo tiempo trabajó para el gobierno del país, en la negociación de las compensaciones que se debían pagar a dos tribus maoríes de acuerdo con el Tratado de Waitangi y también fue copresidenta de la legislación relativa a los servicios de seguridad nacional e inteligencia.
En 2016, fue elegida por la Reina Isabel II del Reino Unido y el primer ministro John Key, para ocupar el cargo de nueva Gobernadora General de Nueva Zelanda durante cinco años, sucediendo a Jerry Mateparae.

### Condecoraciones
- (2014) Dama de la Orden del Mérito de Nueva Zelanda (DCNZM).[5]

### Vida privada
Está casada con el Comisario de Conducta Judicial del país, Sir David Gascoigne.